# Edvinas Krungolcas
Edvinas Krungolcas (Vilnius, 21 januari 1973) is een Litouws moderne vijfkamper die zilver won op de Olympische Zomerspelen 2008.
- Virtual International Authority File: 9965154260763724480006